# Natriciteres bipostocularis
Natriciteres bipostocularis là một loài rắn trong họ Rắn nước. Loài này được Broadley mô tả khoa học đầu tiên năm 1962.